# HD 143361
HD 143361 — звезда в созвездии Наугольника на расстоянии около 193 световых лет от нас. Вокруг звезды обращается, как минимум, одна планета.

## Характеристики
HD 143361 принадлежит к тому же классу, что и наше Солнце. Это жёлтый карлик с массой, равной 95 % солнечной. По химическому составу звезда содержит в два раза больше тяжёлых элементов, чем Солнце.

## Планетная система
В 2008 году командой астрономов, работающих в рамках программы по поиску планет с помощью пары телескопов «Магеллан», было объявлено об открытии планеты HD 143361 b в системе. По массе она превосходит Юпитер в три с лишним раза. Она обращается на среднем расстоянии около двух а. е. от родительской звезды, совершая полный оборот за 1057 суток. Открытие было совершено методом Доплера.